# Lednings- og kabeltypemærkning
Der findes en del lednings- og kabeltypemærkninger i verden. En af de bredest anvendte mærkninger i EU er CENELEC HD 361.

## CENELEC HD 361
CENELEC HD 361 er en ratificeret standard udgivet af CENELEC, som vedrører lednings og kabeltypemærkning, hvis mål er at harmonisere kabler til bl.a. elnetegnede kabler.
Deutsches Institut für Normung (DIN, VDE) har udgivet en lignende standard (DIN VDE 0292).
Kabler, som opfylder kravene, har f.eks. følgende hyppige mærkning: H01N2-D, H03VV-F, H03VH-H, H05RN-F, "H05VV-F 3G1.0mm2 VDE", "H05VV-F 3G1.0mm2 HAR", H05RR-F, H05Z-K, H05V-U, H07Z-K, H07Z-R, H07Z-U, H07RN-F, H07RR-F eller H07VV-F. Betydningen af koden bestående af bogstaver og tal kan ses her:
| Første del af HD 361-mærkningen: |                                            |
| Symbol                           | 1. tegn. Relation til kabelstandarden      |
| H                                | Kabel opfylder de harmoniserede standarder |
| A                                | Anerkendt national kabeltype               |
| Symbol                           | 2. og 3. tegn. Værdi, Uo/U                 |
| 01                               | 100V/100V                                  |
| 03                               | 300V/300V                                  |
| 05                               | 300V/500V                                  |
| 07                               | 450V/750V                                  |

| Anden del af HD 361-mærkningen: | |
| Symbol                          | 4. tegn. Leder isoleringsmateriale |
| Symbol                          | 5. tegn (frivillig). Yderkabelmateriale |
| B                               | etylen-propylengummi for temperaturer op til 90°C |
| B2                              | etylen-propylengummi justeret hård |
| B3                              | Butylgummi (isobutylenisoprengummi) |
| E                               | Polyetylen |
| E2                              | Polyetylen, høj tæthed (HD) |
| E4                              | Polytetraflouroetylen |
| E5                              | Flourineret (etylen-propylen) copolymer |
| E6                              | Etylen tetraflouroetylen copolymer |
| E7                              | Polypropylen |
| G                               | Etylen-vinyl-acetat |
| J                               | Flettet glasfiber |
| J2                              | Glasfiber indpakket |
| M                               | Mineralsk isolering |
| N                               | Polykloropren (eller lignende materiale) |
| N2                              | Speciel polykloroprenforbindelse til dækning af svejsekabler ifølge HD 22.6                                                                                          |
| N4                              | Klorosulfonat polyetylen- eller polykloroprenforbindelse |
| N5                              | Nitril butadiengummi |
| N6                              | Flourineret gummi |
| N7                              | PVC nitril butadiengummiblanding |
| N8                              | Speciel vandresistent polykloroprenforbindelse |
| Q                               | Polyurethan |
| Q2                              | Polyetylen terephtalat |
| Q4                              | Polyamid |
| Q5                              | Polyimid |
| Q6                              | Polyvinylidenflourid |
| R                               | Natur og/eller syntetisk gummi, som vedvarende kan tåle 60° C. F.eks. almindelig etylenpropylengummi eller lignende syntetisk elastomer.                             |
| S                               | Silikone-gummi |
| T                               | Tekstilflet, imprægneret eller ikke, på samlet kabel |
| T2                              | Tekstilflet, med flammeresistent forbindelse, imprægneret |
| T3                              | Tekstillag, indpakket i eller som klisterbånd |
| T4                              | Tekstillag, med flammeresistent forbindelse, imprægneret |
| T5                              | Anti-korrosionsbeskyttelse |
| T6                              | Tekstilflet, imprægneret eller ikke, på individuelle ledninger i et flerlederkabel                                                                                   |
| V                               | Almindelig PVC |
| V2                              | PVC-forbindelse, som vedvarende kan tåle 90° C |
| V3                              | PVC-forbindelse til installering ved lave temperaturer |
| V4                              | Krydsforbundet PVC |
| V5                              | Speciel olieresistent PVCforbindelse |
| X                               | Krydsforbundet polyetylen |
| Z                               | Polyofinbaseret krydsforbundet forbindelse, som har lav udsendelse af korroderende gasser, og som er egnet til brug i kabler, som, når brændt, har lav røgudsendelse |
| Z1                              | Polyofinbaseret termoplastforbindelse, som har lav udsendelse af korroderende gasser, og som er egnet til brug i kabler, som, når brændt, har lav røgudsendelse      |
| Symbol                          | 6. tegn (frivillig). Kappe, runde ledere og skærm |
| C                               | Runde kobberledere |
| C4                              | Flettet kobberskærm over samlede ledninger |
| Symbol                          | 6. tegn fortsat (frivillig). Kappe, runde ledere og skærm |
| D                               | Har trækaflastende element bestående af en eller flere tekstilkomponenter, i centrum af det runde kabel eller i et fladt kabel                                       |
| D5                              | Centralt hjerte (ikke trækaflastende - kun til at bære kablet selv)                                                                                                  |
| D9                              | Har trækaflastende element bestående af en eller flere metalliske komponenter, i centrum af det runde kabel eller distribueret i et fladt kabel                      |
| Symbol                          | 6. tegn fortsat (frivillig). Speciel konstruktion |
| H                               | Flad konstruktion af "delelige" kabler og ledere |
| H2                              | Flad konstruktion af "udelelige" kabler og ledere |
| H6                              | Fladkabel, som har 3 eller flere ledere, ifølge HD 359 eller EN 50214                                                                                                |
| H7                              | Kabel, som har dobbelt isolationslag |
| Symbol                          | To mulige ekstrategn. Ledermateriale |
| intet symbol                    | Kobber |
| -A                              | Aluminium |
| Symbol                          | 7. specialtegn (frivillig hvis intet efterfølgende 8. tegn). Adskilletegn                                                                                            |
| -                               | Bindestreg |
| Symbol                          | 8. tegn. Lederform |
| D                               | Fleksibel leder til anvendelse i svejsekabler HD 22 Part 6 (fleksibilitet forskellig fra Class 5 fra HD 383)                                                         |
| E                               | Meget fleksibel leder til anvendelse i svejsekabler HD 22 Part 6 (fleksibilitet forskellig fra Class 6 fra HD 383)                                                   |
| F                               | Fleksibel leder i et fleksibelt kabel eller ledning (fleksibilitet ifølge Class 5 fra HD 383)                                                                        |
| H                               | Meget fleksibel leder i et fleksibelt kabel eller ledning (fleksibilitet ifølge Class 6 fra HD 383)                                                                  |
| K                               | Fleksibel leder i et kabel til fast installation (fleksibilitet ifølge Class 5 fra HD 383)                                                                           |
| R                               | Stiv rund leder, kordelt |
| U                               | Stiv rund leder, massiv |
| Y                               | lametta (eng. tinsel?) leder |

| Tredje del af HD 361 mærkningen: |                                                      |
| Symbol                           | Adskilletegn                                         |
| " "                              | Mellemrum (frivillig hvis ingen efterfølgende tegn)  |
| Symbol                           | Antal ledere                                         |
| (tal)                            | Antal - antal ledere                                 |
| Symbol                           | Beskyttelsesleder                                    |
| X                                | Ingen grøn/gul leder                                 |
| G                                | En leder er grøn/gul                                 |
| Symbol                           | et eller flere tegn                                  |
| (tal)                            | Nominel leder tværsnit i mm2                         |
| Y                                | For en metalleder hvor tværsnittet ikke specificeres |